# Genetic World
『Genetic World』（ジェネティック・ワールド）は、Dの通算4枚目のスタジオ・アルバムである。発売元はavex trax。

## 概要
- メジャー1枚目のアルバム。
- 初回盤2タイプ、通常盤の計3タイプ同時発売。
- 初回生産限定盤AにはNocturnalのPVが収録されたDVD付き。
- 初回生産限定盤BにはNocturnalのPVのオフショット映像とテレ玉「D 薔薇の館」の総集編が収録されたDVD付き。
- キャッチコピーは「暖かな季節よ 愛をまだ得ぬ人の元へ届け 限りない命が 今日もまた高らかに天へ歌う」。

## 収録曲
1. Nocturnal
（作詞・作曲:ASAGI）
DVD付初回生産限定盤Aにはこの曲のPV映像が収録された。
2. Colosseo
（作詞・作曲:ASAGI）
3. BIRTH (Album mix)
（作詞・作曲:ASAGI）
メジャー1stシングル
4. Arabesque
（作詞:ASAGI/作曲:Ruiza）
5. 闇の国のアリス
（作詞・作曲:ASAGI）
メジャー2ndシングル
6. 背徳の蜜は苦よもぎのように
（作詞:ASAGI/作曲:Ruiza）
7. 狐塚
（作詞・作曲:ASAGI）
8. メテオ〜夢寐の刻〜
（作詞・作曲:ASAGI）
9. Hydrograph
（作詞:ASAGI/作曲:Ruiza）
10. Snow White
（作詞・作曲:ASAGI）
メジャー3rdシングル
11. 楽園
（作詞・作曲:ASAGI）

### DVD（初回生産限定盤A）
1. Nocturnal (Video Clip)

### DVD（初回生産限定盤B）
1. Nocturnal (Off Shot Video Clip)
2. テレ玉「D 薔薇の館」総集編